# Kerkhof van Raimbeaucourt
Het Kerkhof van Raimbeaucourt is een gemeentelijke begraafplaats in de Franse gemeente Raimbeaucourt in het Noorderdepartement. Het kerkhof ligt in het dorpscentrum rond de Église Saint-Géry.

## Brits oorlogsgraf
Op het kerkhof bevindt zich een Britse oorlogsgraf uit de Eerste Wereldoorlog. Het graf is geïdentificeerd en wordt onderhouden door de Commonwealth War Graves Commission. In de CWGC-registers is het kerkhof opgenomen als Raimbeaucourt Churchyard.